# Psilomastix coerulans
Psilomastix coerulans là một loài bọ cánh cứng trong họ Cerambycidae.